# Años 1160
Los años 1160 o década del 1160 empezó el 1 de enero de 1160 y terminó el 31 de diciembre de 1169.

## Personas destacadas
- Nace Gengis Kan (Conquistador Mongol).
- Thomas Becket, político y religioso inglés, que en esta década pasará de tener el máximo favor real y ser nombrado Arzobispo de Canterbury a enfrentarse directamente con Enrique II.
- Se inició la construcción de la catedral de Notre Dame (París) en Francia.